# Karadsch (Verwaltungsbezirk)
Karadsch (persisch شهرستان کرج) ist ein Schahrestan in der Provinz Alborz im Iran. Er enthält die Stadt Karadsch, welche die Hauptstadt des Verwaltungsbezirks ist. Der Bezirk besteht aus sechs Städten: Karadsch, Asara, Garmdarreh, Kamalschahr, Mahdascht und Mohammadschahr.

## Demografie
Bei der Volkszählung 2016 betrug die Einwohnerzahl des Schahrestan 1.973.470. Die Alphabetisierung lag bei 93 Prozent der Bevölkerung. Knapp 98 Prozent der Bevölkerung lebten in urbanen Regionen.
| Zensusjahr | Einwohnerzahl |
| ---------- | ------------- |
| 2011       | 1.760.000     |
| 2016       | 1.973.470     |